# Micrathyria pirassunungae
Micrathyria pirassunungae är en trollsländeart som beskrevs av Santos 1953. Micrathyria pirassunungae ingår i släktet Micrathyria och familjen segeltrollsländor. Inga underarter finns listade i Catalogue of Life.